# Homalonychus raghavai
Homalonychus raghavai is een spinnensoort uit de familie Homalonychidae. De soort komt voor in India.